# Béda
A Béda női név német eredetű, jelentése: harcosnő, istennő.

## Gyakorisága
Az újszülötteknek az 1990-es években nem lehetett anyakönyvezni. A 2000-es és a 2010-es években sem szerepelt a 100 leggyakrabban adott női név között.
A teljes népességre vonatkozóan a Béda sem a 2000-es, sem a 2010-es években nem szerepelt a 100 leggyakrabban viselt női név között.

## Névnapok
május 25.

## Híres Bédák
férfinévként:
- Beda Venerabilis, más néven Szent Béda, angol szerzetes